# Bovril (Argentina)
Bovril es una zona rural del distrito Alcaraz 1° del departamento La Paz en la provincia de Entre Ríos, República Argentina. El municipio comprende la localidad del mismo nombre y un área rural. Se encuentra al noroeste de la provincia y se comunica con el resto de la provincia con un acceso asfaltado a la Ruta Nacional 127, km 118.

## Municipio
La ciudad de Bovril debe su nombre  y fundación a una empresa británica hoy desaparecida: “Bovril Limited”: Bovril Limitada, conocida en nuestro país también como “Sociedad Argentina Bovril”, o “Compañía Bovril”, que, entre fines del siglo XIX y comienzos del siglo XX, edificó un imperio económico de carácter mundial dentro de la industria de la carne vacuna y sus derivados. Fue esta compañía la autora del trazado fundacional de lo que hoy es la ciudad de Bovril, la cual obviamente debe a la referida empresa su nombre.
A fines del siglo XIX, se instaló en el entonces pequeño pueblo de Santa Elena, en el norte de Entre Ríos, el primer saladero y fábrica de extracto de carne de la empresa “Kemmerich y Giebert”, con sede en Amberes, Bélgica, que introduce los últimos adelantos técnicos de la industria internacional. Dichos adelantos se deben a dos pioneros alemanes de la industria de la carne: el químico Justus Von Liebig (uno de los científicos más destacados del siglo XIX) y su colega, el ingeniero Georg Christian Giebert. El Barón Von Liebig creó un nuevo producto: el “extracto de carne”,  mientras que Giebert tuvo a su cargo los detalles prácticos de su elaboración.
En el año 1909 Kemmerich y Giebert vendieron el frigorífico y los campos en Santa Elena a la empresa británica “Establecimientos Argentinos de Bovril Limitada”, de capitales y directorio en Londres. 
Bovril Limitada había sido fundada en Londres en el año 1889 por el escocés John Lawson Johnston(1839-1900), quien, luego de vivir unos años en Canadá, había emigrado hacia Inglaterra, para fabricar su propio invento: extracto de carne de vaca llamado «Bovril», que obtuvo inmediatamente el reconocimiento mundial. Este extracto abrió un nuevo horizonte en la industria del procesamiento de la carne.
Bovril Limitada tenía sus escritorios en Buenos Aires y miles de hectáreas de tierra en varias provincias, con las cuales alimentaba el frigorífico.
En su época de auge, la compañía poseía estancias completas en nuestro país, que eran equivalentes en tamaño a la mitad de Inglaterra, y mantenía cerca de 1.500.000 cabezas de ganado. En Entre Ríos, la compañía tenía hacia el año 1926 un total de 131.917 hectáreas. Sus productos enlatados y el famoso extracto de carne “Bovril” eran envasados en Argentina y enviados directamente a Inglaterra para su consumo.
En 1970 el nieto del fundador de la Compañía, Sir Ian Lawson Johnston (heredero al título de Lord Luke, adquirido por su padre), decidió vender la compañía Bovril a la British Company Cavenham; la empresa adquirió el frigorífico y los campos de Entre Ríos junto con las propiedades de Bovril en el mundo entero. En 1973 Cavenham vendió el frigorífico a SAFRA, sociedad de ganaderos santafecinos que lo operaron hasta 1984, en que pasa a la administración del gobierno provincial, que lo privatiza en 1991.
Hoy en día, la marca Bovril y todos los objetos acerca de sus campañas publicitarias son muy populares entre los coleccionistas de todo el mundo y muy costosas.
Los Nombres de Bovril
La ciudad ha cambiado varias veces de nombre. En un principio, antes de ser habilitada la estación del ferrocarril en 1914, se llamó “Km. 49″ , luego, a partir de aprobarse el trazado fundacional, pasó a llamarse “Colonia y Pueblo Bovril” ; después, al ser declarada Municipio de Segunda Categoría, pasó a denominarse “Villa Bovril . Finalmente, desde 1981, en que fue declarada Municipio de Primera Categoría, la localidad se llama “Ciudad de Bovril”.
Origen del Nombre «Bovril»
El nombre “Bovril” (registrado en 1887) viene (parcialmente) del latín: “bos”, del genitivo “bovis”, que significa: “buey” o “toro/vaca”, y la terminación “vril” proviene del nombre inventado por el escritor de la década del 70 del siglo XIX: Edward George Earl Bulwer-Lytton, quien popularizó una novela: “The Coming Race”, sobre una raza humanoide subterránea que tenía un control mental, y unas energías devastadoras proporcionadas por un líquido, el cual se denominaba “Vril”.

La llegada del ferrocarril
Estimamos que el puntapié inicial para el surgimiento de lo que sería la primitiva “Colonia y Pueblo Bovril” fue dado por la Ley Nacional N.º 4.484 del 6 de octubre de 1904, que concedió a don Rafael Aranda la construcción y explotación de una línea férrea desde el Puerto de Diamante a Curuzú Cuatiá, con ramales a Villaguay, a Chajarí y La Paz. Dicha Ley sería derogada por su similar N.º 6.341 del 2 de septiembre de 1909.
Aranda dejó caer la concesión, debiendo entonces realizar el Gobierno Nacional los estudios correspondientes. La Ley N.º 5.077 autorizó una modificación en el trazado y lo amplió con un ramal de San José de Feliciano a Sauce (Corrientes).
El tramo Crespo-Hasenkamp quedó habilitado al servicio público el 1 de septiembre de 1907. Posteriormente, entre fines de 1910 y principios de 1911, se reinició el tendido de dicha línea férrea; se partió del kilómetro 0, porque Hasenkamp es punto de partida para la sección a Federal, hecho éste que provocará la fundación de pueblos cada 25 km, aproximadamente. Así:
- De Hasenkamp a Alcaraz hay 28 km.
- De Alcaraz a Bovril hay 22 km.
- De Bovril a Sauce de Luna hay 25 km.
- De Sauce de Luna a Bernardi hay 26 km.

Esta distancia estaba motivada por diversas causas:
- Necesidad de abastecimiento de las locomotoras (agua, carbón, etc.).
- Distancias más cortas para concentrar materia prima en un acopio de la producción circundante, ya que el peso de la carga de los carros, los caminos de tierra y, a menudo, las inclemencias del tiempo, no permitían un trayecto mayor.
- Necesidad de asegurar cruce de trenes y de desperfectos de máquinas entre una y otra estación.
- La situación de mantener el mínimo de sus pérdidas de peso a los animales transportados.

El tendido de rieles comenzó con la previa acumulación en grandes cantidades de los materiales necesarios: rieles, durmientes, eclisas (mordazas de rieles), postes telegráficos, elementos de alambrado, etc.), todo lo cual se acumulaba en el taller, lugar donde se preparaban para su posterior utilización (golpeado de los durmientes para asentar los rieles, perforación para los tirafondos, clavos, perforación de postes para los alambrados y los teléfonos y telégrafos).

Una cantina proveía de toda clase de artículos para sobrevivir (incluyendo las bebidas alcohólicas, causa de ocasionales reyertas), calzado y ropa. El personal técnico y los obreros habitaban en carpas, mientras que los ingenieros vivían en vagones con algún tipo de confort.
Cuadrillas de trabajadores se ocupaban de la instalación de molinos de viento apoyados por motor para la extracción del agua potable, y del tendido de las vías; estas cuadrillas estaban conformadas generalmente por un centenar de personas de distintas nacionalidades (italianos, polacos, rusos, etc.).
Cuando las vías férreas habían avanzado varios kilómetros, los terraplenes ya estaban construidos de antemano; luego vino el tendido de rieles con basamento de quebracho colorado y el alambrado de la zona de vías, así como la elevación de las líneas telefónicas y telegráficas.
En 1911 llegaron las vías hasta la zona que luego sería Bovril. En 1912 se dio por terminado el ramal ferroviario que había partido de Hasenkamp hasta Federal, mientras que el 3 de noviembre de 1912, en el kilómetro 49 de dicho trazado, se comenzó a construir el edificio de la estación de pasajeros de Bovril, que fue habilitada, junto con el mencionado ramal, el 11 de abril de 1914, iniciando así su labor un año después de la fundación de la localidad, como veremos más adelante.
Convertido este paraje en punta de riel, la estación pasó a ser un centro acopiador de los productos que luego se comercializarían, construyéndose tres grandes galpones o estibas a la intemperie alrededor del edificio (sobreviviendo dos de ellos hasta el día de hoy), a lo que luego se sumarían otras construcciones ferroviarias cercanas a la estación.
El ferrocarril, además de ser el artífice del nuevo pueblo, sería durante décadas el eje de su actividad económica y el consecuente progreso de la localidad.
La fundación
Los primeros asentamientos humanos en lo que hoy es Bovril estuvieron constituidos principalmente por ingenieros, topógrafos y peones del ferrocarril en construcción, que hicieron primero las mensuras, es decir, la demarcación de las manzanas del futuro pueblo a crearse y de las chacras adyacentes hacia las Estancias de la Compañía Bovril (Adivinos, Durazno, Alcaracito, Carrasco y Viraró), y después realizaron el terraplenado. Junto con ellos, vinieron los proveedores que, necesariamente, están en toda comunidad; todos llegaron con las vías a partir de 1911 y no se afincaron, permaneciendo hasta habilitarse el ramal férreo en 1914.
No obstante lo expuesto, la tradición oral indica que, al mismo tiempo que los trabajadores ferroviarios, habrían habitado esta zona algunas familias, dedicadas a la producción de leña y carbón vegetal.
El 20 de febrero de 1913, se trasladó a la ciudad de Paraná un grupo de vecinos que habitaban esta zona; los mismos, con la intermediación del Sr. Pablo Guarrochena, en  representación de la Sociedad Argentina Bovril, presentaron al Gobierno Provincial, encabezado por el Sr. Prócoro Crespo, el plano fundacional de la “Colonia y Pueblo Bovril”, que fuera realizado por el Agrimensor Antonio Tost y el Ingeniero Civil César Menegazzo. Dicho plano contemplaba así la conformación de un nuevo poblado, que llevaría el nombre de la empresa británica que cedería las tierras.
El 26 de marzo de 1913, el gobernador de la Provincia resolvió la aprobación del trazado presentado por la compañía Bovril, creando así la “Colonia y Pueblo Bovril”, que hasta entonces se llamaban “Km 49”. Esta fecha sería reconocida en el año 1992 como fecha oficial de fundación por el Honorable Concejo Deliberante de Bovril, mediante Ordenanza N.º 235/92.
Al aprobar dicho trazado, el Gobierno Provincial obligó a la Sociedad Argentina Bovril, en carácter de propietaria de las tierras, a dejar reservas fiscales, es decir, superficies destinadas a edificios y espacios públicos: una plaza, una escuela, una comisaría, un cementerio, calles y avenidas.
La medida se completaría con el remate en la ciudad de La Paz de las tierras que hoy son la ciudad de Bovril y colonias aledañas, efectuado el 13 de abril de 1913.
A partir del remate de las tierras de Colonia y Pueblo Bovril, llegaron numerosos pobladores a la flamante localidad.
La mayoría de las primeras viviendas respondían al típico estilo arquitectónico británico de la época, siendo construidas con techo de zinc a dos o más aguas, paredes también de zinc, y madera terciada para el piso y el revestimiento interior; estas viviendas, construidas la mayoría por la Compañía Bovril, eran conocidas popularmente como “casas de los ingleses”.
Entre las más importantes de aquellas primitivas construcciones de zinc, en cuanto a dimensiones y estética, se cuentan la casa de negocio de Eduardo Guarrochena y la vivienda de José Boleas, esta última era el centro de reunión de la época, utilizándose además como fonda y salón de fiestas; la vivienda de Boleas estaba ubicada en el actual predio de la empresa Telecom. Una edificación que ha sobrevivido hasta el día de hoy para dar testimonio de aquella época es la casa ubicada en Av. Presidente Perón, en el acceso al paso a nivel.

### Fiesta Nacional del Gurí Entrerriano
Antonio Eugenio Jominí quien era Presidente Municipal de Bovril en ese momento tomó la decisión de organizar un festival para niños, encomendando a la Comisión Municipal de Cultura su realización. Sólo faltaba darle una denominación al futuro evento. La idea del nombre surgió de la Sra. Marta Julia Suárez de Medeot, quien propuso: “¿Y si le ponemos Festival del Gurí?… porque, al fin y al cabo, lo que sabemos hacer en Bovril es gurises”, y con tácito acuerdo general, espontáneo, se dijo: ¡Hagamos entonces el Festival del Gurí. Para evitar confusiones, y dado que en otras provincias argentinas se usa el mismo término, se aclaró: “Festival del Gurí Entrerriano”, dándole el carácter tácito de provincial. En otra oportunidad se dio conocimiento al Intendente Municipal: Sr. Antonio Eugenio Jomini, quien aceptó la propuesta sin discutirla.
Luego de ver los pro y los contra de un festival de tal envergadura, la Comisión de Cultura, consciente de la responsabilidad que ello implicaba, no decayó y aceptó el desafío, abocándose de lleno a su organización.
El “1er. Festival del Gurí” se realizó en ocasión del “Día del Niño”, teniendo lugar en el Complejo Polideportivo Municipal durante los días 1, 2 y 3 de agosto de 1980.
Los objetivos propuestos para el primer festival de 1980 y que han ido afianzándose fueron:
- Estimular el descubrimiento de valores artístico-culturales en los niños, para que con ellos se proyecten hacia un futuro de cultura en continuo crecimiento.
- Dignificar al niño, haciéndolo sentir protagonista y artífice de su personalidad.
- Hacer que Bovril, desde adentro, valorice sus potencialidades humanas y culturales, las comparta con el resto de la provincia, dándose a conocer.
- Establecer vínculos de amistad entre los niños de la provincia, para que desde pequeños comprendan el valor de compartir, de marchar unidos, de dar y recibir.

Distintas  generaciones han trabajado incansablemente a través de las sucesivas ediciones, aportando ideas, ornamentando, apoyando por diversos medios a la delegación local, haciendo de guías de las delegaciones, etc. 
Desde el comienzo, las escuelas han brindado sus instalaciones para el hospedaje de las delegaciones participantes de la Fiesta, y el Club Deportivo ha hecho lo propio para el almuerzo y la cena de los gurises visitantes.
Pero no solamente se vive la Fiesta en el Polideportivo, en la Plaza “3 de Febrero” se concentran variadas atracciones para el público: puestos comerciales ambulantes, eventos callejeros (grupos musicales, payasos), juegos para recreación, paseos en trencitos, y otros atractivos de interés para los niños y población en general. 
Esto es, en síntesis, la razón de ser de nuestra fiesta mayor, hagámosle honor y compartamos la responsabilidad de ser los anfitriones de un evento que puede llegar a tener trascendencia nacional, autoridades y comunidad mediante.
A través de la resolución 189/2016 del Ministerio de Turismo de la Nación, la Fiesta del Gurí Entrerriano pasa a denominarse “Fiesta Nacional del Gurí Entrerriano”.
“Con gran satisfacción”, el presidente Municipal de Bovril en su momento, Alfredo Blochinger, celebró la Resolución enviada desde el Ministerio de Turismo de la Nación, a través del ministerio provincial, donde se declara a la tradicional fiesta de noviembre como “Fiesta Nacional del Gurí Entrerriano”.

### Museo Municipal de la Música José Oscar «Pepe» Ruiz
Fue creado por iniciativa de dos bovrilenses, Rodolfo Romero y Luis Secchi…Está ubicado en un viejo galpón del ferrocarril General Urquiza, patrimonio de nuestra ciudad. Inaugurado el 5 de diciembre de 2014, lleva el nombre de este músico, en reconocimiento a su trayectoria como músico y cantor, quien en los años 50 trascendió con dos temas importantes de su autoría, «Gualeguay Costa» y «El satélite» Este Museo tiene como objetivo resaltar la historia y sus protagonistas en el arte de la música a nivel local, regional y provincial. Cumple con el concepto de Museo Moderno en cuanto a la realización de muestras temporarias relacionadas con la música y el intercambio, difusión, discusión y análisis de aquel pasado histórico con el presente, contribuyendo de este modo a asentar las bases del conocimiento de «lo nuestro» a las generaciones presente y futuras. Desde su inauguración a la fecha se ha convertido en el atractivo turístico principal de Bovril, siendo visitado por instituciones escolares locales y de zonas aledañas, por visitantes de distintos puntos del país y también por referentes de la Música y la danza de la provincia de Entre Ríos. Cada año celebra su Fiesta Aniversario, la cual fue declarada «Fiesta Provincial Aniversario Museo de la Música Bovril» por decreto 2588/2019, del Sr. Gobernador de la Provincia de Entre Ríos.

## Educación universitaria
Oferta universitaria, en el "Campus Educativo Virtual", en Boulevard San Martín y Francisco Ramírez. El Campus tiene ofertas académicas de la Universidad Empresarial Siglo 21.

## Religión
Parroquias de la Iglesia Católica 
| Arquidiócesis | Paraná     |
| ------------- | ---------- |
| Parroquia     | San Miguel |

Además, hay presencia de numerosas congregaciones protestantes en sus múltiples vertientes.